# Rébellion des frères Gutiérrez
La rébellion des frères Gutiérrez (espagnol : Rebelión de los coroneles Gutiérrez) est un coup d'État dirigé par le général Tomás Gutiérrez, alors ministre de la Guerre, et ses trois frères contre le président José Balta, peu avant que Manuel Pardo du Parti Civilista (en) ne prenne ses fonctions en tant que premier président civil du pays. Le coup d'État réussit d'abord, mais une foule violente dirigée par les frères Baltazar et José La Torre assassine finalement trois des frères Gutiérrez.

## Contexte

### Ffrères Gutiérrez
Les frères Gutiérrez (Tomás, Silvestre (en), Marceliano (en) et Marcelino (en)) sont quatre frères originaires de la région de Huancarqui (en), dans la province de Castilla, à Arequipa qui s'enrôlent dans l'armée, Tomás se distinguant des autres. L'historien péruvien Jorge Basadre les décrit ainsi :

« Tomás était corpulent et avait la réputation d'être brusque, impétueux, hautain, ignorant et déterminé ; Marceliano se distinguait en étant encore plus sportif, plus brusque et plus ignorant, avec un défaut à l'œil droit, pour lequel on l'appelait le "borgne", et avec une voix très puissante et une présentation imposante, qui attirait le public les jours de manœuvres des troupes. Silvestre, plus mince et plus blanc, aux cheveux bouclés, avait plus d'intelligence et de lumières, mais il le croyait dur et sinistre. Marcelino, en revanche, se distinguait par un caractère paisible. »

Parmi les frères, Tomás est le plus distingué : sa signature figure à la fois sur le document qui déclenche la guerre civile péruvienne de 1867 (en) et sur la constitution de cette année-là. Les commissions que Pedro Diez Canseco lui confie en 1868 à Chiclayo et Huancayo lui donnent une certaine renommée d'homme sagace, complétant la grande notoriété qu'il a en tant que brave et bon soldat. José Balta le nomme inspecteur général de l'armée, lui confie le poste militaire le plus élevé et propose au Congrès sa promotion au grade de général, ratifiant ainsi les actes de Juan Antonio Pezet et Ramón Castilla. Cependant, la loi correspondante n'est pas publiée.
Silvestre et Marceliano ne sont pas aussi connus, le premier étant resté dans les mémoires pour son rôle important dans la révolte de Balta dans le nord qui le met au pouvoir, étant blessé au combat à Chiclayo. Les frères susmentionnés sont jugés pour crime de flagellation, respectivement contre le colonel Juan Manuel Garrido et le gardien Luis Montejo. Le procès du premier provoque un scandale public, étant représenté par Fernando Casós Flores (en). Lorsque la Cour suprême (en) se prononce contre lui en août 1871, il est séparé de son bataillon, dans lequel il revient peu avant le coup d'État.
En 1872, 7 000 hommes bien armés commandent à Lima l'armée des frères Gutiérrez, qui considèrent exagérément la présidence de Pardo comme un désastre pour leurs fonctions.

### Élections de 1872
Balta, alors dans ses derniers mois en tant que président du Pérou, cherche à maintenir la présence militaire dans le gouvernement, proposant le général José Rufino Echenique pour les élections de 1872 contre le civil Manuel Pardo du Parti Civilista, soutenu par une majorité du Congrès. Echenique, compte tenu de la désapprobation du public, décline la nomination de Balta, Balta soutenant à la place le juriste Antonio Arenas, qui n'est pas populaire auprès des électeurs.
Les élections et la fin du gouvernement de Balta sont une période mouvementée, car des controverses surgissent, et Balta a réprimé toute opposition à son gouvernement, avec la fermeture des journaux pro-Pardo El Nacional (es) et El Comercio et l'emprisonnement de leurs directeurs respectifs, Andrés Aramburú Sarrio (es) et Manuel Amunátegui. Le premier est emprisonné dans l'une des casernes sous la direction d'un des frères Gutiérrez, qui le menace de mort. Amunátegui est également menacé d'être exécuté par un peloton d'exécution s'il décide de rouvrir son journal.
Ces événements controversés provoquent la démission consécutive de deux des ministres de la Guerre de Balta (Juan Francisco Balta (es) et José Allende (en)), conduisant à la prise de fonction de Tomás Gutiérrez le 7 décembre 1871. Cette nomination n'obtient pas la bénédiction d'Arenas et sa réception par la presse du Parti Civilista est alarmée. Étant donné que la présidence de Balta est le résultat de sa révolte et que les frères Gutiérrez ont jusqu'à présent assuré la stabilité de son gouvernement, il est largement admis que Balta lancera un auto-coup d'État.
Selon les aveux de Manuel Santa María à Echenique alors que les deux se réfugient dans la même légation pendant le coup d'État, Balta soutient initialement le plan de coup d'État. Cependant, après avoir demandé conseil à des amis, comme Henry Meiggs, il change d'avis sur la question.

## Coup d'État

### 22 juillet
Le matin du 22 juillet 1872, Balta rencontre Tomás Gutiérrez et refuse définitivement toute action subversive dans ce qui est décrit comme une "scène orageuse". Selon certains témoins, son frère Silvestre agit selon son humeur, le poussant à procéder au coup d'État alors que le Congrès est sur le point de terminer ses tâches qualificatives et que la présidence de Pardo commencera le 2 août.
À 14 h 0, Silvestre, à la tête de deux compagnies du bataillon Pichincha, entre dans le palais du Gouvernement et arrête le président Balta en présence de son épouse et de sa fille Daría, qui doivent se marier dans l'après-midi. Pendant ce temps, sur la Place d'Armes, Marceliano, commandant du bataillon Zepita, proclame son frère Tomás chef suprême de la République, au rang de général de l'armée. Balta est transféré à la caserne de San Francisco et son frère Pedro, marié à l'une des sœurs Gutiérrez, exprime son incrédulité lorsqu'il apprend que le président n'est pas impliqué dans le coup d'État. Entre-temps, Tomás demande le soutien des forces armées et accuse Balta d'être inapte à la présidence, tout en refusant de céder la fonction à un criminel, faisant allusion au procès de Balta à Londres avec une entreprise de Guano. Seuls certains hommes politiques (comme Fernando Casós, qui exerce les fonctions de secrétaire général (en)) et des membres de l'armée acceptent de le soutenir et Le Congrès prépare une déclaration condamnant les événements, et est ensuite interrompu dans la soirée par le major José Luis Elcorrobarrutia. Rufino Echenique, président du Sénat, indique à ses collègues où et quand se réunir clandestinement pour poursuivre le débat.
Pendant ce temps, un autre détachement fouille sans succès le domicile de Pardo pour l'arrêter, car il est prévenu des événements. Il part le lendemain pour la côte sud voisine, où, à bord d'un bateau de pêche, il est récupéré par Miguel Grau à bord du Huáscar. Il est transféré peu de temps après à l'Independencia, alors que le navire de Grau continue de naviguer vers le sud afin de former un mouvement de résistance.

### 23 juillet

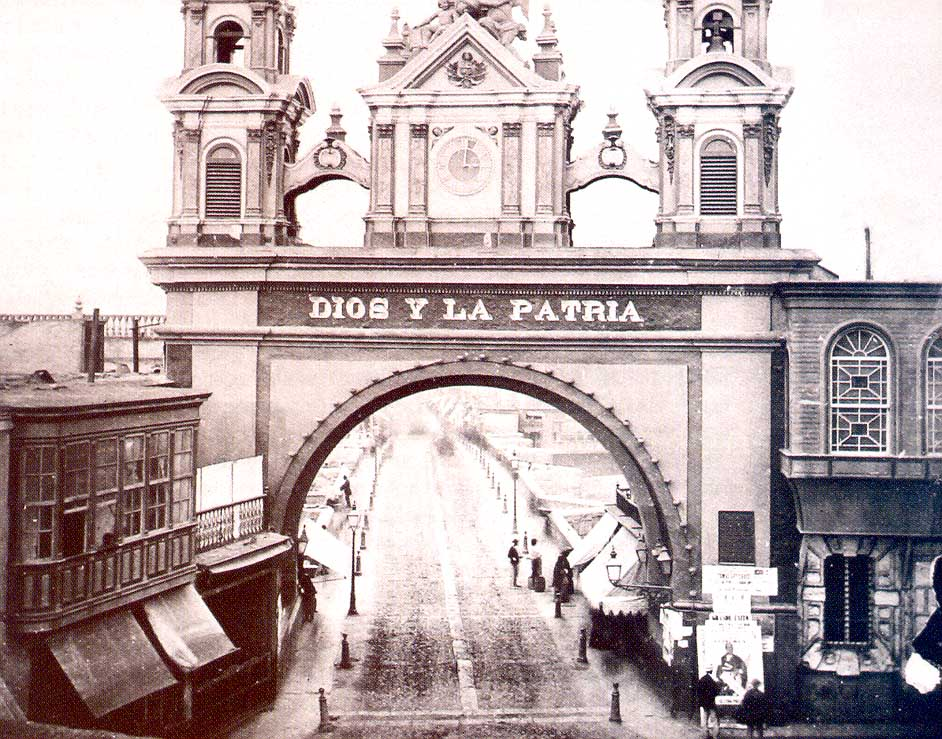
La Porte de Lima en 1872, avec une affiche pro-Gutiérrez à droite de son entrée.

Les journaux Pardista restent fermés à cette date, les magasins sont à moitié fermés et certains journaux, comme La Sociedad et La Patria, ne prêtent aucune attention à la révolte. Des télégrammes acceptant le nouvel ordre arrivent à la capitale en provenance de provinces comme Piura, Trujillo, Ica et Chincha, signés par les autorités militaires locales. La Marine publie une déclaration indiquant clairement qu'elle ne soutient pas le nouveau régime. Cette déclaration est signée par des personnalités notables, comme Miguel Grau.
Dans l'après-midi, Tomás Gutiérrez convoque Fernando Casós Flores et lui propose le poste de secrétaire général, ce qu'il accepte. Casós affirme plus tard qu'il s'est opposé au coup d'État et a accepté le poste pour éviter une dictature militaire ultramontaniste et stricte. Il obtient de Gutiérrez la garantie qu'il s'occupera de tous les aspects politiques du gouvernement, tandis que Gutiérrez supervisera toutes les affaires militaires. Il obtient également sa garantie que les légations de la ville, alors remplies de réfugiés, seront respectées. Casós convoque les directeurs des banques de la ville pour demander des fonds qui disparaissent ensuite.

### 24 et 25 juillet
À ces dates, des désertions ont lieu et les fonctionnaires abandonnent alors leurs fonctions. Le Parti Civilista est accusé de gaspiller son argent et son alcool. Dans la nuit du 24 juillet, les désertions se multiplient, les soldats remettant leurs fusils aux habitants. Dans la nuit du 25, les gens commencent à acclamer Pardo et à crier des chants de mort contre les frères Gutiérrez. Gutiérrez et Casós publient un décret créant un jury spécial, affirmant que des actions subversives ont lieu contre l'armée de Gutiérrez, telles que l'émission de faux chèques et des incitations à la violence. Le 25 juillet, Silvestre réprime une rébellion à Callao et retourne à Lima dans la nuit.

### 26 juillet

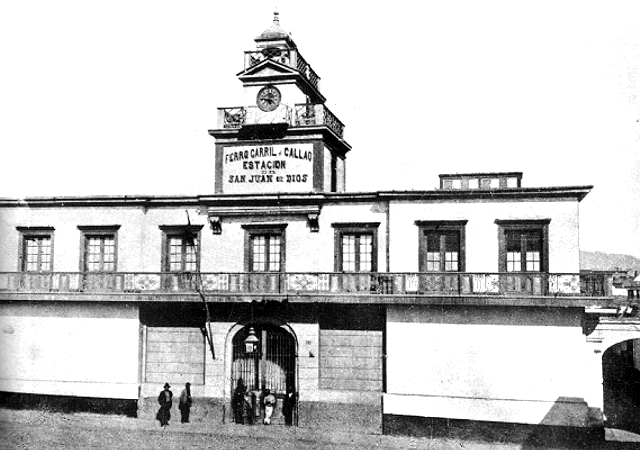
Silvestre est mortellement abattu dans cette gare, aujourd'hui démolie.

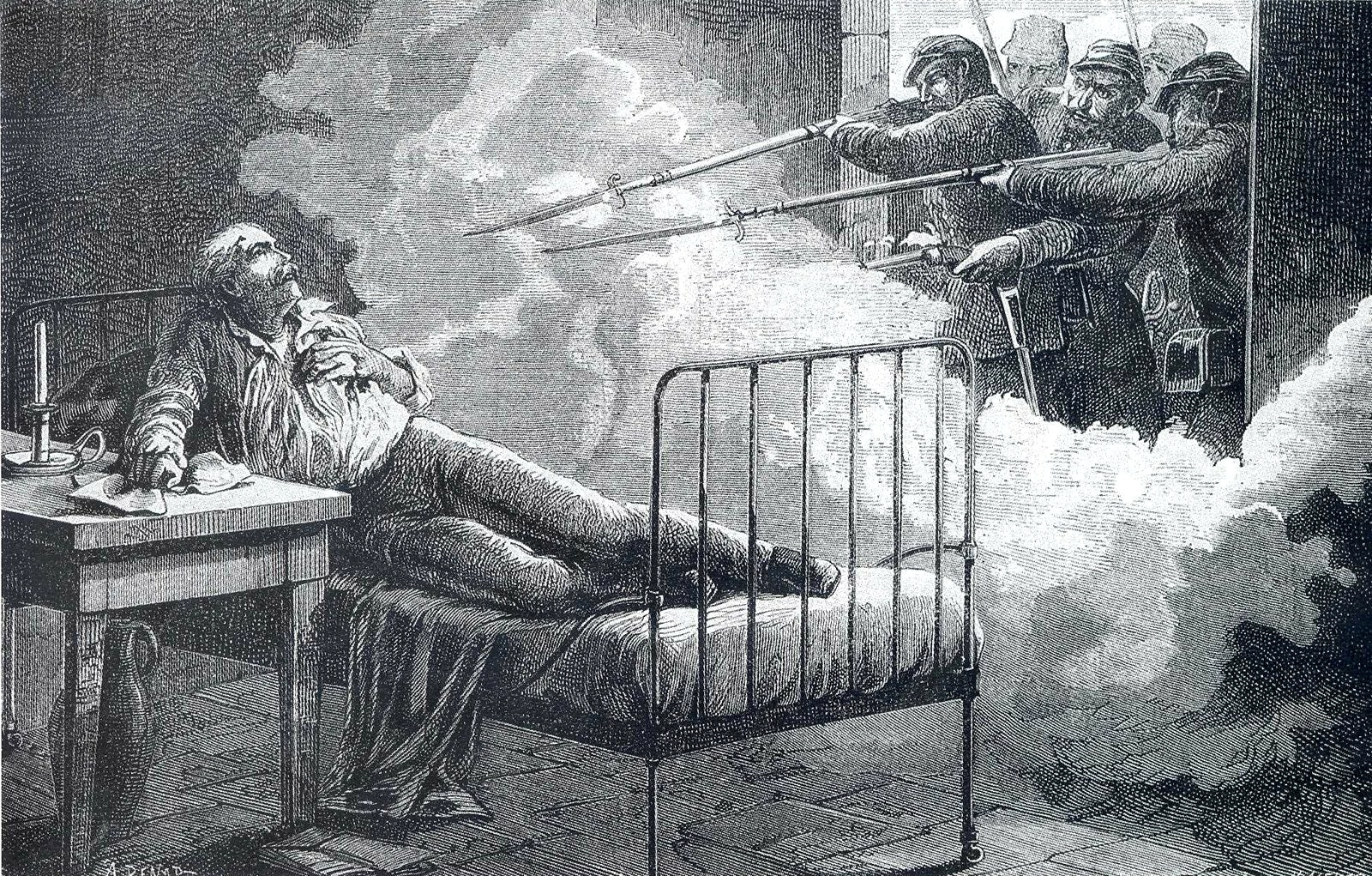
Balta est mortellement abattu dans son lit.

Le 26 juillet, alors qu'il prend le tramway (en) à la gare de San Juan de Dios (en), Silvestre a une altercation verbale avec une foule pro-Balta, leur tirant dessus avec un revolver et blessant le manifestant Jaime Pacheco, qui à son tour lui tire une balle dans le bras gauche. Une fusillade commence alors, entraînant la mort de Gutiérrez d'une balle dans la tête du capitaine Francisco Verdejo.
On prétend qu'en représailles, Marceliano Gutiérrez, qui garde Balta dans la caserne de San Francisco, ordonne l'assassinat du président emprisonné, bien que cette affirmation ne soit pas prouvée. Néanmoins, Balta est criblé de balles par trois tirailleurs en début d'après-midi, alors qu'il se repose dans son lit après avoir déjeuné, et la nouvelle de sa mort se répand rapidement dans tout Lima.
Voyant que l'atmosphère se retourne contre lui, Tomás Gutiérrez quitte le Palais du Gouvernement et s'installe à la caserne Santa Catalina (en), où séjourne son frère, le colonel Marcelino Gutiérrez. Là, il subit le siège de la population. Les deux frères décident alors de quitter la caserne de nuit, au milieu des tirs de fusils et de canons. Pendant ce temps, l'autre frère, Marceliano, se rend à Callao pour arrêter une révolte. Au cours des événements, alors qu'il tente d'allumer un canon de gros calibre dans la forteresse du roi Philippe, il reçoit une balle mortelle dans le ventre. On dit que ses derniers mots sont "un autre homme courageux meurt" (espagnol : Muere otro valiente), et que le coup de feu provient d'un de ses propres hommes. A 17 h 15, une partie de l'armée de Gutiérrez se rend dans la caserne.
La foule investit le Palais du Gouvernement à 17 h 30. Tandis que Marcelino se réfugie dans une maison amie de la rue Mariquitas (en), Tomás, imprudemment, s'enfuit dans les rues de Lima, le visage couvert et portant un chapeau civil, en criant "Viva Pardo" avec l'intention de passer inaperçu. Par malchance, il se heurte à un groupe d'officiers qui le reconnait immédiatement. Après son arrestation, il affirme avoir été incité à la rébellion par d'éminents hommes politiques et militaires, qui l'ont abandonné et affirment ne rien savoir de l'assassinat du président Balta. Ils avancent de quelques pâtés de maisons, suivis par une foule qui crie des menaces, et lorsqu'ils arrivent sur la place de La Merced (en), les militaires qui l'ont arrêté ne peuvent pas le protéger davantage et le cachent dans une pharmacie, fermant immédiatement les portes. La foule franchit les portes et cherche Tomás, qu'ils trouvent caché dans une baignoire. Il est ensuite abattu et son corps est transporté dans la rue. Là, le cadavre est déshabillé et abattu, puis frappé à la poitrine par un inconnu qui aurait dit, faisant allusion à l'écharpe présidentielle : "Vous voulez une écharpe? Prenez votre écharpe."

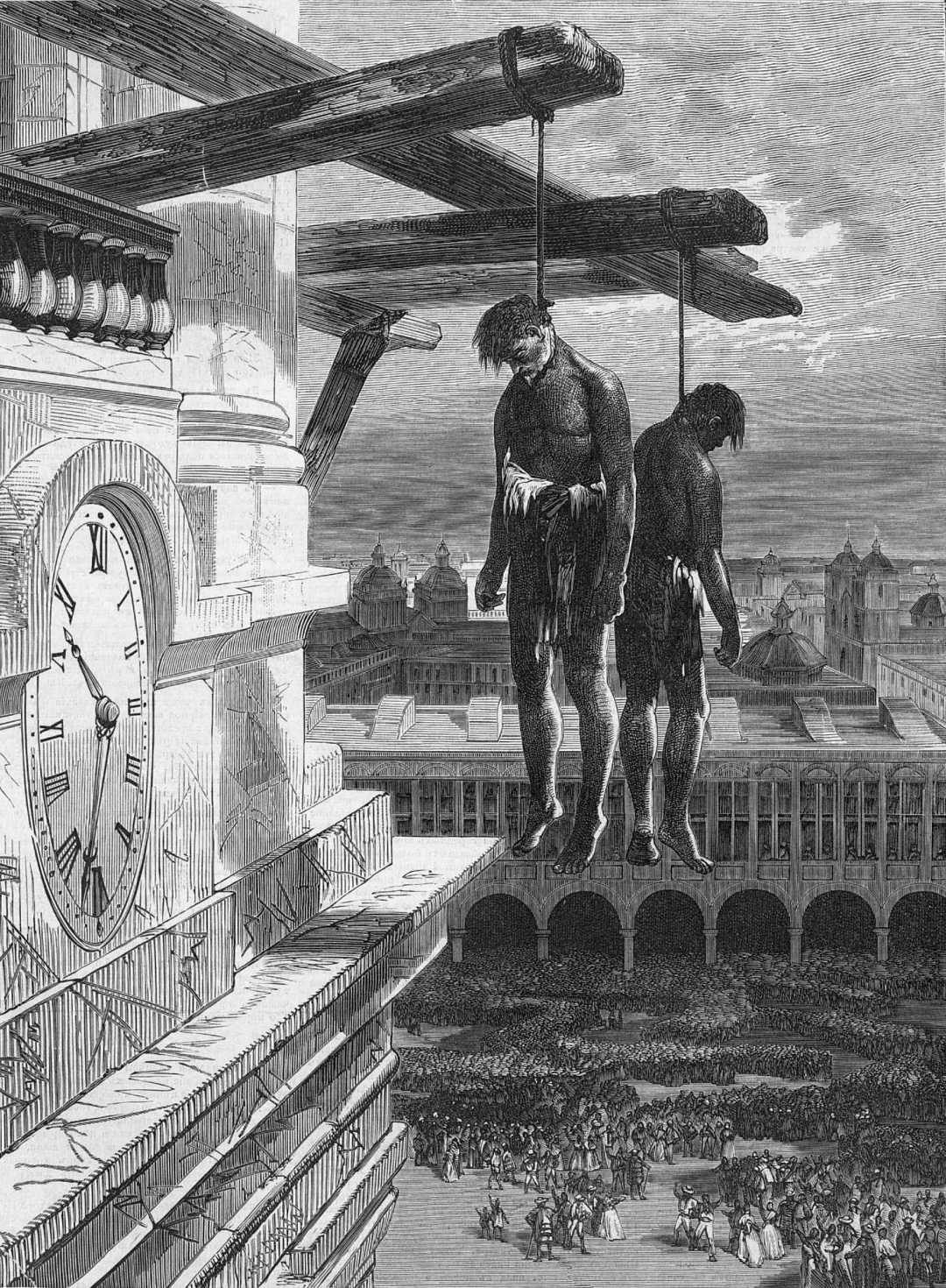
Tomás Gutiérrez et son frère Silvestre, à Lima, en 1872.

Il est immédiatement traîné sur la place et pendu à une lanterne devant le Portal de Escribanos. Quelques heures plus tard, il est rejoint par le cadavre de son frère Silvestre, apporté de l'église voisine des Orphelins (en). Les deux corps sont ensuite pendus le lendemain aux tours de la cathédrale de Lima, nus et couverts de blessures, à plus de 20 mètres de hauteur, un spectacle jamais vu dans la capitale. Quelques heures plus tard, les cordes qui les soutiennent se brisent, les corps tombant au sol et s'écrasant contre le trottoir. Les restes sont brûlés dans un feu de joie situé au centre de la place, fait avec du bois provenant de la boulangerie Silvestre de la rue Pescadería (actuellement Carabaya (en), à côté du palais du Gouvernement, sur le chemin menant à la gare), qui est détruit par la foule, et dans l'après-midi un troisième cadavre est jeté au feu, celui de Marceliano.
Les maisons des frères sont également touchées. La maison de Tomás, située dans la rue Ortiz (actuellement le troisième pâté de maisons de la rue Huancavelica (en), entre Torrico (en) et Cailloma (en)), est pillée et réduite en ruines, tant à l'intérieur qu'à l'extérieur. Un autre bâtiment (une maison et une boulangerie) appartenant à Marceliano subit également le même sort, celui-ci situé à l'angle des rues Calle de las Campanas et Breña, sous le pont (en) (premier pâté de maisons de Marañón, entre Trujillo (en) et Chiclayo). Selon El Nacional, en plus de ce qui précède, les fenêtres et les portes de la maison de Tomás sont enlevées et de l'eau est versée dans le bâtiment pour le transformer en un terrain aride. La femme de Tomas est cachée dans la maison de sa mère, dans la Calle de la Concha (troisième bloc du Jirón Ica (en), où se trouve le Théâtre Municipal (en)). Une bijouterie appartenant à un certain M. Leveratto dans la Calle Espaderos (cinquième bloc du Jirón de la Unión) est également attaquée, certains affirmant qu'il est Tomás. La maison pillée, numéro 69, abrite ensuite le siège du journal La Tradición. La maison et la boulangerie de Marceliano sont ensuite reconstruites avec les numéros 185 et 199. La maison de Marcelino, située dans la rue Peña Horadada, à Barrios Altos (en), reste intact.

### 27 juillet
Au lendemain des événements violents, Manuel Pardo fait son entrée dans la capitale et assume la présidence du pays le 2 août 1872. Il prononce alors un discours qui commence par ces mots :

« Les gens de Lima ! Ce que vous avez fait est un acte terrible, mais néanmoins un acte de justice. »

## Conséquences
L'hebdomadaire El Americano, publié à Paris sous la direction du journaliste uruguayen Héctor Florencio Varela (es), publie une chronique complète de cette révolte sous le titre "Revolución de Lima" (Révolution à Lima), qui sert de référence extrêmement importante pour la documentation de l'événement tel qu'il est publié peu de temps après la révolte.
Le seul des frères Gutiérrez qui réussit à se sauver est Marcelino, décrit comme le plus paisible des frères, qui se réfugie dans une maison amie pendant deux ou trois jours, avant de s'installer chez le ministre brésilien (en) Felipe José Pereira Leal pendant huit jours et réussit ainsi à échapper au lynchage. Marcelino se coordonne avec sa femme, celle-ci atteignant Callao en premier, et lui voyageant accompagné d'un colonel amical. Un assistant de la préfecture l'arrête et le dirige vers le préfet de l'époque, le colonel Javier de Osma, et son épouse le rejoint ensuite aux côtés dudit assistant. Il lui est interdit de monter à bord d'un navire et est détenu.
Capturé quelques jours plus tard, il fait de la prison pendant un certain temps et est libéré grâce à une loi d'amnistie. Il retourne ensuite dans sa ville natale et participe en 1879 à la guerre du Pacifique, se réhabilitant. Il meurt plus tard à Arequipa de la tuberculose en 1904.
Le régime de quatre jours de Tomás Gutiérrez ne stoppe pas le contrôle croissant des civils sur le gouvernement péruvien. Une semaine seulement après le renversement de Gutiérrez, Pardo accède à la présidence et son parti, le Parti Civilista, sera une force dominante dans la politique péruvienne pour les décennies à venir.
Un diplomate argentin en poste dans la ville affirme que les trois quarts de la population de la ville prennent part aux événements violents qui coûtent la vie aux frères, en toute impunité.